# Cryptolabis argentinensis
Cryptolabis argentinensis är en tvåvingeart som beskrevs av Alexander 1923. Cryptolabis argentinensis ingår i släktet Cryptolabis och familjen småharkrankar. Inga underarter finns listade i Catalogue of Life.